# 10725 Sukunabikona
10725 Sukunabikona (1986 WB) là một tiểu hành tinh vành đai chính được phát hiện ngày 22 tháng 11 năm 1986 bởi K. Suzuki và T. Urata ở Toyota. The name refers to a Shinto kami deity, see Kuebiko.